# Generation Wealth
Generation Wealth ist ein Dokumentarfilm der US-amerikanischen Regisseurin und Fotografin Lauren Greenfield aus dem Jahr 2018.

## Inhalt des Films
Im Rahmen des Filmprojekts wurden verschiedenste Menschen, die sie bei vergangenen Projekten kennengelernt hatte, nach bis zu 25 Jahren von der Regisseurin befragt. Der Film befasst sich mit dem Wunsch, um jeden Preis reich zu sein und dies auch nach außen zu zeigen. Er behandelt die Suche nach materiellen Gütern und sexuellem Kapital und wie sich dieser Drang im Laufe der Zeit nicht nur in den USA entwickelt hat.
Der Film beginnt mit dem Leben von Jugendlichen aus der High Society in Kalifornien, für die plastische Eingriffe und Tablettensucht genauso normal sind, wie Kleinkinder bei Modelwettbewerben gegeneinander antreten zu lassen. Er stellt vorrangig die Frage, was die Leute dabei antreibt: Ist es das Geld, Geltungssucht oder der Schönheitswahn? Dabei werden Menschen gezeigt, die unbedingt und um jeden Preis zu diesem betuchten Kreis dazugehören wollen. Einer der Protagonisten des Films ist Florian Homm.

## Produktion und Veröffentlichung
Er wurde als Eröffnungsfilm des Sundance Film Festival 2018 im Rahmen des Programms „Documentary Premiere“ ausgewählt. Nick Allen schrieb auf der Filmkritikseite RobertEbert, der Regisseurin sei es gelungen, „einen verblüffend tiefgehenden Dokumentarfilm über so scheinbar offensichtliche Gedanken wie den Wert der Liebe gegenüber dem Reichtum selbst zu drehen.“
Der Films kam am 20. Juli 2018 in die amerikanischen Kinos und wurde durch Amazon Studios vertrieben. Die europäische Erstveröffentlichung fand an den 68. Internationale Filmfestspielen Berlin statt, wo er Bestandteil des Panorama Programms war. Am 31. Januar 2019 erfolgte der deutschsprachige Kinostart. Andere Film-Festivals, die den Film aufführten sind das South by Southwest in Austin, TX und das Internationale Dokumentarfilmfestival Kopenhagen CPH:DOX.
Das Begleitbuch Generation Wealth, das im Frühjahr 2017 von Phaidon veröffentlicht wurde, wurde von der Creative Review und der London Times zum „Photography Book of the Year“ gewählt.